# 安積 (郡山市)
安積（あさか）は、福島県郡山市に所在する町丁である。郵便番号は963-0107。

## 地理
郡山市南部の行政区である安積町に属する。北で安積荒井本町、南、北東角で安積町荒井（飛地）、東で笹川、南東から南にかけ安積町笹川、南西で安積町南長久保、西で安積町長久保、北西で成山町、安積町笹川（飛地）とそれぞれ隣接する。安積第一～第三土地区画整理事業が実施された区域のうち、概ね一級水系阿武隈川水系笹原川以南、JR東北本線以西、福島県道109号安積長沼線および二級市道203号安積四丁目線以北、一級市道26号安積成山線以東を範囲とする。北から順に一～四丁目が設置されている。中央部を福島県道17号郡山停車場線（旧国道4号）が縦断し、沿線にはロードサイド店等が立ち並び、その周囲に住宅地や工場、物流施設などが広がる。笹川二丁目に所在する郡山警察署笹川交番、および安積二丁目に所在する郡山消防署安積分署がそれぞれ管轄にあたる。

### 河川・湖沼
一級水系阿武隈川水系
- 笹原川

## 世帯数と人口
2024年1月1日現在の世帯数と人口は以下の通りである。
| 町丁 | 世帯数    | 人口    |
| ---- | --------- | ------- |
| 安積 | 1,230世帯 | 2,357人 |

## 小・中学校の学区
市立小・中学校に通う場合、学区は以下の通りとなる。
| 番地           | 小学校                 | 中学校                 |
| -------------- | ---------------------- | ---------------------- |
| 一丁目、二丁目 | 郡山市立安積第一小学校 | 郡山市立安積中学校     |
| 三丁目、四丁目 | 郡山市立安積第三小学校 | 郡山市立安積第二中学校 |

## 交通

### 鉄道
JR東北本線、水郡線や安積永盛駅が近接するが当域内ではなく東隣の笹川に位置する。

### 道路
- 福島県道17号郡山停車場線（旧国道4号）
- 福島県道109号安積長沼線（南東端をかすめる）
- 一級市道22号安積成田線
- 一級市道26号安積成山線
- 一級市道27号笹川多田野線（郡山南インター線）

## 施設等
- 郡山市安積行政センター
  - 郡山市安積図書館
  - 安積公民館 安積分室
- 郡山消防署 安積分署
- 安積町商工会
- 郡山南郵便局
- 東邦銀行 安積支店
- 大東銀行 安積支店
- 郡山信用金庫 安積支店
- ヨークベニマル 安積町店
- ツルハドラッグ 郡山安積店
- 薬王堂 郡山安積店
- ブックオフ 郡山安積店
- 西松屋 郡山安積店
- つるやゴルフ 郡山店
- ドスパラ 郡山安積店
- 福島トヨタ自動車 郡山安積店
- ネッツトヨタ郡山 郡山店
- びっくりドンキー 安積店
- 幸楽苑 安積店
- 丸亀製麺 郡山安積店
- 快活CLUB 郡山安積店
- 第一貨物 郡山支店
- 武蔵野 福島工場
- 太平洋セメント 安積永盛倉庫